# Paul Schlenther

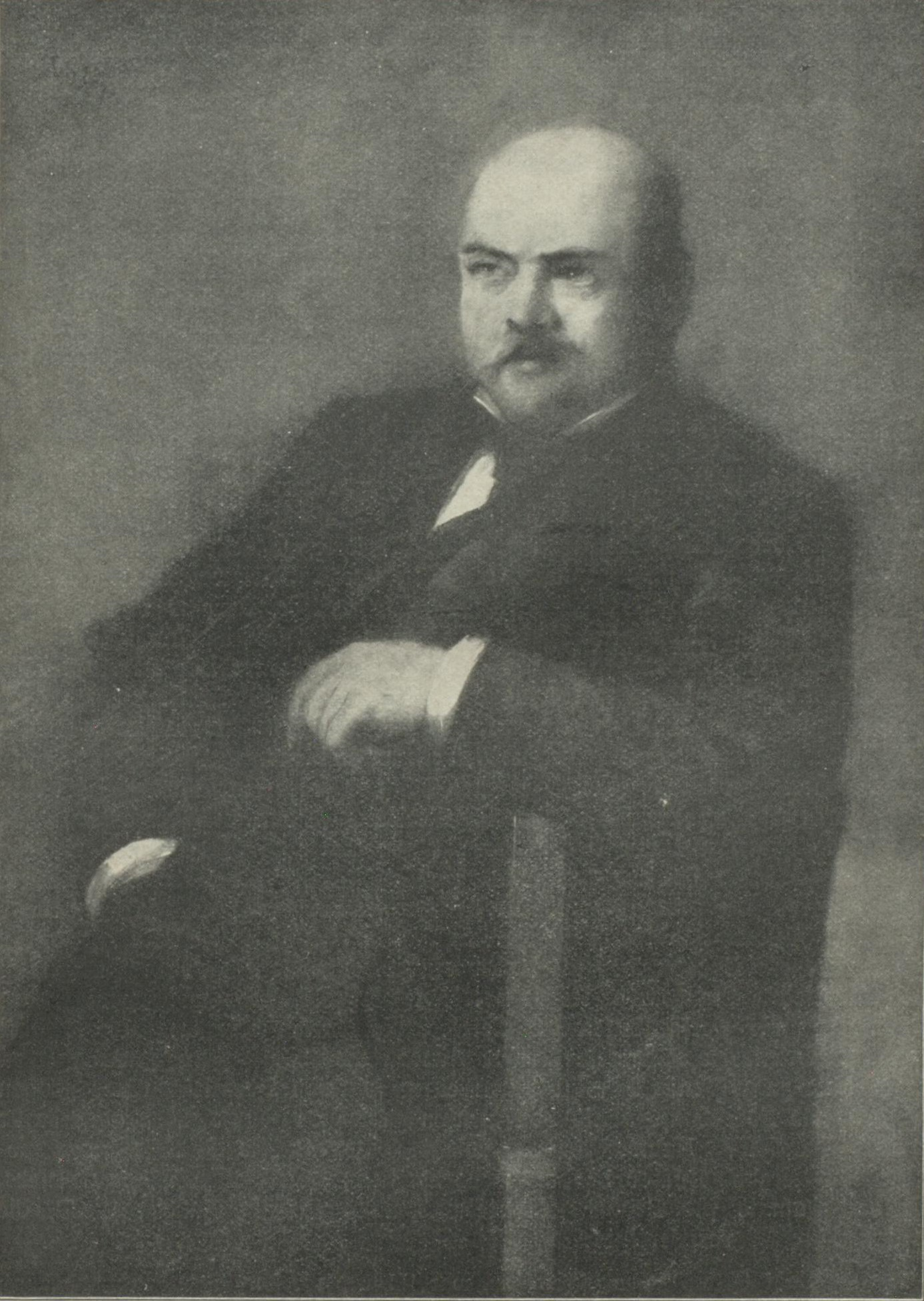
Lesser Ury: Paul Schlenther

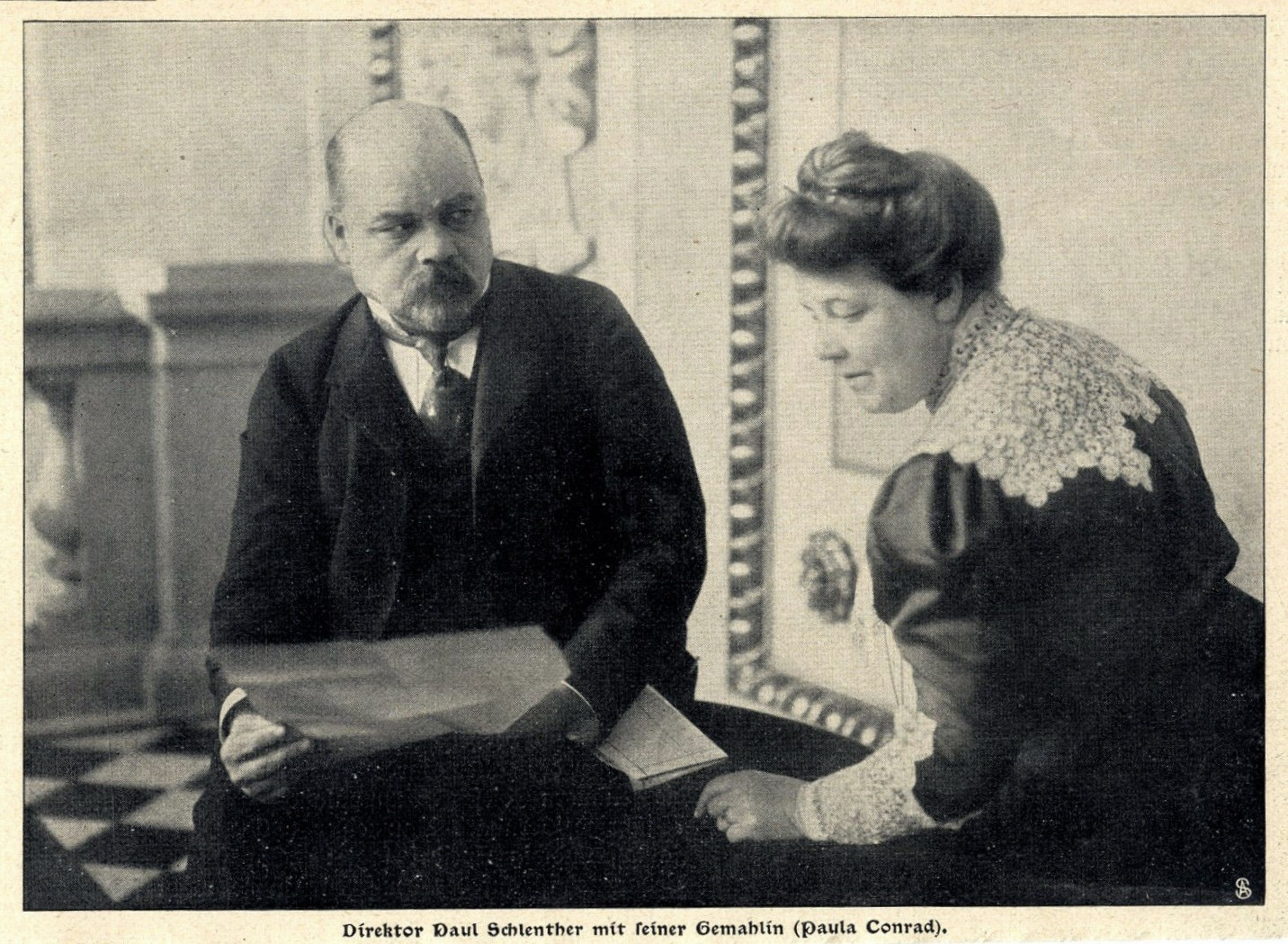
Paul Schlenther und Paula Conrad (1906)

Paul Schlenther (* 20. August 1854 in Insterburg, Ostpreußen als Johann Carl Paul Schlenther; † 30. April 1916 in Berlin) war ein deutscher Theaterkritiker, Schriftsteller und Theaterdirektor.

## Leben
Der Sohn des Apothekers Emil Schlenther und seiner Ehefrau Leonide geb. Freiin v. Buttlar besuchte das Gymnasium in Insterburg und das Kneiphöfische Gymnasium in Königsberg. Er studierte unter anderem an der Kaiser-Wilhelms-Universität Straßburg bei Wilhelm Scherer und Erich Schmidt Germanistik und Geschichte. Seine Doktorarbeit über Luise Adelgunde Victorie Gottsched schrieb er bei Adelbert von Keller. 1880 wurde er von der Eberhard Karls Universität Tübingen zum Dr. phil. promoviert. 1881/82 beschäftigte er sich vornehmlich mit literarischen Artikeln und Theaterkritiken. 1883/84 war er Redakteur der Deutschen Litteraturzeitung. Bekannt wurde er 1883 mit seiner Jubiläumskritik Botho von Hülsen und seine Leute zur Generalintendanz der Königlichen Schauspielhäuser. Er war einer der Vorkämpfer des Naturalismus und 1886 bis 1898 zunächst Kollege, dann Nachfolger von Theodor Fontane als Theaterkritiker für die Vossische Zeitung. Er setzte sich besonders für die Stücke von Henrik Ibsen und Gerhart Hauptmann ein. Mit Otto Brahm, Maximilian Harden und anderen gründete er 1889 die Freie Bühne. Von 1898 bis 1910 war Schlenther Direktor des Wiener Burgtheaters. Hier inszenierte er 1905 einen auf zwei Abende verteilten Don Karlos von Friedrich Schiller. Danach war er bis zu seinem Tod an einem Krebsleiden Theaterkritiker des Berliner Tageblatts. Paul Schlenther war seit dem 28. Juni 1892 mit der Schauspielerin Paula (eigentlich Pauline) Conrad (1860–1938) verheiratet. Sein Grab befindet sich auf dem Urnenfriedhof Gerichtstraße.
Im Jahr 1955 wurde in Donaustadt (22. Bezirk) die Schlenthergasse nach ihm benannt.

„Im Zeitalter Stangens wäre eine gemeinschaftliche Reise durch die Schweiz und Italien, nur auf Goethes Wegen, reichlicher Gewinn.“

## Werke
- Frau Gottsched und die bürgerliche Komödie. Ein Kulturbild aus der Zopfzeit. Diss. Univ. Tübingen 1886.
- Botho von Hülsen und seine Leute. Eine Jubiläumskritik über das Berliner Hofschauspiel. Berlin, 1883.
- Wozu der Lärm? Genesis der Freien Bühne. Fischer, Berlin 1889. Digitalisat
- Gerhart Hauptmann. Leben und Werke. Fischer, Berlin 1898. ZLB
- Der Frauenberuf im Theater. Taendler, Berlin 1895.
- Die Thaten des Meisters Josef Lewinsky im k. k. Hofburgtheater. Fromme, Wien 1898.
- Bernhard Baumeister. Konegen, Wien 1902.
- Adolf von Sonnenthal. Fünfzig Jahre im Wiener Burgtheater 1856-1906. Spamer, Leipzig 1906.
- Der Verein Berliner Presse und seine Mitglieder 1862 – 1912. Zum fünfzigjährigen Bestehen nach Sitzungsprotokollen und Jahresberichten. Bondi, Berlin 1912.
- Zwischen Lindau und Memel während des Krieges. Fischer, Berlin 1915.
- Theater im 19. Jahrhundert. Ausgewählte theatergeschichtliche Aufsätze. Selbstverl. der Ges. für Theatergeschichte, Berlin 1930.